# Liste des ducs de Dalécarlie
Depuis le XIXe siècle, plusieurs princes ont été créés duc de Dalécarlie (en suédois : Hertig av Dalarna) par les rois de Suède successifs. Nominal depuis 1831, ce titre se transmet aussi à l’épouse du prince, qui est ainsi une duchesse consort.

## Liste des ducs et duchesses de Dalécarlie

### Maison Bernadotte
Sous la maison Bernadotte, 3 princes ont porté ce titre :
1. le prince Auguste de Suède et de Norvège (1831-1873), de 1831 à sa mort en 1873  (par Oscar Ier ) ; 
titre transmis à son épouse, la princesse Thérèse de Saxe-Altenbourg (1836-1914), en tant que duchesse consort, lors de son mariage, en 1864.
2. le prince Carl Johan de Suède (1916-2012), de 1916 à la perte de ses droits au trône à la suite de son mariage morganatique en 1946 (par Gustave V).
3. le prince Gabriel (2017), depuis sa naissance (par Charles XVI Gustave).

## Armoiries

Armoiries du prince Auguste de Suède et de Norvège de 1844 à 1873.
Armoiries du prince Carl Johan de Suède de 1916 à 1946.
Armoiries du prince Gabriel de Suède.